# Smarkula
Smarkula – polski film fabularny zrealizowany w roku 1963 w reżyserii Leonarda Buczkowskiego na podstawie powieści Znajda Romana Niewiarowicza.
W głównej roli wystąpiła Anna Prucnal, tu debiutantka a w przyszłości gwiazda francuskiej piosenki i filmu Federica Felliniego Miasto kobiet z 1980 roku.

## Obsada
- Anna Prucnal jako Krysia Kowalska
- Czesław Wołłejko jako doktor Bogdan Lewandowski
- Bronisław Pawlik jako taksówkarz Florian
- Mieczysław Kalenik jako Jurek Wronicz, oficer marynarki
- Henryk Szletyński jako dyrektor gimnazjum
- Alina Janowska jako doktor Wanda, przyjaciółka Bogdana
- Barbara Rylska jako Stefa, narzeczona Floriana, pracownica salonu mody
- Jadwiga Chojnacka jako gospodyni Wężyka, wuja Krysi
- Feliks Chmurkowski jako stary cap w taksówce Floriana
- Halina Kossobudzka jako kierowniczka salonu mody
- Janina Sokołowska jako matka Jerzego i Julki
- Krystyna Sienkiewicz jako Julka Wronicz, siostra Jurka, koleżanka Krysi
- Teresa Belczyńska
- Wiktor Biegański
- Jadwiga Kuryluk jako sąsiadka Floriana i Bogdana, partnerka Dziecka
- Mieczysław Czechowicz jako taksówkarz Wacek
- Cezary Julski jako Dziecko
- Kazimierz Dejunowicz jako gość na imieninach u gospodyni Wężyka
- Tadeusz Jastrzębowski
- Ryszard Kierczyński
- Włodzimierz Kwaskowski
- Jan Kobuszewski jako taksówkarz
- Zdzisław Leśniak jako chuligan w parku
- Marian Łącz jako milicjant
- Henryk Modrzewski jako sąsiad Floriana i Bogdana
- Jerzy Turek jako chuligan w parku
- Kazimierz Wilamowski jako profesor, szef Bogdana
- Jerzy Karaszkiewicz jako chuligan w parku (nie występuje w czołówce)
- Krystyna Cierniak jako uczennica (nie występuje w czołówce)
- Iwona Słoczyńska jako uczestniczka balu maturalnego (nie występuje w czołówce)
- Maciej Rayzacher jako chuligan w parku (nie występuje w czołówce)
- Grzegorz Roman jako chłopak bawiący się wężem ogrodowym (nie występuje w czołówce)
- Jerzy Zelnik jako Alfred, uczestnik prywatki (nie występuje w czołówce)

## Zdjęcia
- Warszawa, Świder.